# Marina 101
Marina 101 je mrakodrap v Dubaji ve Spojených arabských emirátech. Původní termín dokončení byl naplánován na rok 2012, nicméně budova byla ještě stále ve výstavbě. Další termín byl odhadnut na rok 2014, ale stavba byla hotova pouze z 80%. Nakonec byla Marina 101 se svými 101 patry otevřena v roce 2016. Mrakodrap byl navržen firmou National Engineering Bureau a stavba byla provedena tureckým konglomerátem TAV construction.
V prvních 33 patrech se nachází pětihvězdičkový Hard Rock hotel s 281 pokoji a od 34. do 100. patra jsou byty. Patro 101 má funkci klubu a restaurace a je zde obchod Rock Shop.